# Альпійська балада (фільм)
«Альпійська балада» (рос. «Альпийская баллада») — білоруський радянський художній фільм 1965 року режисера Бориса Степанова за однойменною повістю Василя Василя Бикова.

## Сюжет
Під час Другої світової війни в Альпах з двох таборів для військовополонених і політв'язнів здійснюють втечу радянський солдат Іван Терешка та італійська дівчина Джулія. Їх зустріч випадкова і несподівана. Іван збирається пробиратися на схід, а дівчину відсилає в сторону італійського Трієста, але та не хоче залишатися одна і йде за ним. Разом вони проводять в Альпах кілька днів і ночей, рятуючись від переслідування, поки німці не наздоганяють втікачів...

## У ролях
- Любов Румянцева — Джулія Новеллі
- Станіслав Любшин — Іван Терешка
- Володимир Белокуров — австрієць
- Олексій Котрельов — божевільний німець
- Олександра Зіміна — мати Івана
- Всеволод Бєлінський — дід
- Антоніна Бєндова — листоноша
- Герард Василевський — Зандлер
- Галина Макарова — Пелагея

## Творча група
- Сценарій: Василь Биков
- Режисер: Борис Степанов
- Оператор: Анатолій Заболоцький
- Композитор: Володимир Чередниченко